# WML – Steiger oder Maler
WML – Steiger oder Maler ist ein Dokumentarfilm des DEFA-Studios für Dokumentarfilme von Karlheinz Mund aus dem Jahr 1976.

## Handlung
Willibald Mayerl, genannt WML, weil er seine Bilder so signierte, ist ein 80-jähriger Maler und ehemaliger Bergmann, der 42 Jahre unter Tage im Lugau-Oelsnitzer Steinkohlenrevier gearbeitet hat. Erst war er Hauer, Steiger, dann Markscheider und nach dem Krieg wurde er Oberingenieur bei der Wismut. Die Gruben, in denen er arbeitete, sind seit vielen Jahren stillgelegt.
In einem umgebauten Schuppen im erzgebirgischen Hohndorf, lagern die meisten der großformatigen Bilder, die er vor etwa 40 Jahren schuf. Gemeinsam mit seinem Freund Kurt Teutscher trägt er sie in Hof sowie Garten des Hauses und fegt den Staub von der Leinwand. Nun kann man sie bei schönstem Wetter betrachten. Die meisten Darstellungen zeigen Bergleute im Schacht bei der Arbeit, aber auch im Anzug nach Feierabend. Da die Arbeit in den Gruben zur damaligen Zeit anders aussah als heute, sind es künstlerische Dokumente von geschichtlicher Zeugniskraft.
WML erzählt, vor seinen Bildern sitzend, wie er zur Malerei gekommen ist. Er wollte für seine Wohnung ein Bild haben, ging deshalb in eine Chemnitzer Kunsthandlung und erkundigte sich nach dem durchschnittlichen Preis, der bei etwa 300 bis 400 Mark lag. Da die Summe höher als ein Monatsgehalt war, beschloss er, sich selbst eins zu malen und besuchte mit einem Freund einen Malkursus. Der Freund konnte ihn beenden, während WML ihn wegen seiner Schichtarbeit abbrechen musste. Jedoch hat er Gefallen an der Malerei gefunden und beschließt weiterzumachen, denn wenn er sich eine Aufgabe stellt, kann er die jahrelang verfolgen.
WML ist ein naiver Laienmaler, der nicht seine Träume malt, sondern das was er sieht. Keine beschaulichen Idyllen, sondern seine Kollegen in den verschiedenen Situationen ihres Arbeitstages, aus der eigenen Erfahrung heraus und mit den Augen des Kumpels, Bergleute in großen Formaten und düsteren Farben. In seinen Augen sind seine frühesten Bilder, seine besten Arbeiten, Bilder von unbestechlichem Wahrheitsgehalt, die auf den ersten Ausstellungen für Aufsehen sorgten. Einen großen Teil des Films nehmen seine Erläuterungen der Bilder ein. Es gibt wohl keine Arbeit unter Tage, die er nicht festgehalten hat. Bergleute im Streb und beim Abteufen, im Füllort und bei der Untersuchung auf schlagende Wetter, Schießmeister und Grubenschlosser – alles findet sich auf der Leinwand wieder.

## Produktion und Veröffentlichung
WML – Steiger oder Maler wurde von der Künstlerischen Arbeitsgruppe „DEFA-Augenzeuge“ unter dem Arbeitstitel Der malende Bergmann auf ORWO-Color gedreht. Die erste nachgewiesene Aufführung des Films erfolgte am 26. April 1976 während der 21. Westdeutschen Kurzfilmtage in Oberhausen. Als Anlaufdatum in den Kinos der DDR wird der 11. Juni 1976 angegeben.
Der Kommentar stammt von Wolfgang Thierse und für die Dramaturgie war Christiane Hein verantwortlich.